# Amer Shafi
Amer Shafi Mahmoud Sabbah (Amman, 10 febbraio 1982) è un ex calciatore giordano, di ruolo portiere.
È il primatista di presenze (176) con la nazionale giordana.

## Carriera

### Club
Ha militato per undici anni nell'Al-Wehdat, squadra giordana, e ha vinto per otto volte il campionato giordano (tre con l'Al-Wehdat e cinque con l'Al Faysali).

### Nazionale
Dal 2002 fa parte della nazionale giordana, di cui è il capitano e il primatista di presenze e con cui ha disputato tre fasi finali di Coppa d'Asia.
Con la Nazionale della Giordania è arrivato vicino a qualificarsi al Mondiale 2014 vincendo lo spareggio contro l'Uzbekistan nel doppio confronto andata e ritorno ai calci di rigore. Nella lotteria dei rigori si rivela decisivo parando il rigore di Anzur Ismoilov. La sua nazionale perde poi il play-off Interzona con l'Uruguay, mancando così la prima storica qualificazione mondiale.
Il 17 novembre 2018 segna un gol con la maglia della nazionale durante l'amichevole contro l'India (vinta per 2-1) rilanciando direttamente dalla sua porta.

## Statistiche

### Cronologia presenze e reti in Nazionale
| Cronologia completa delle presenze e delle reti in nazionale ― Giordania | Cronologia completa delle presenze e delle reti in nazionale ― Giordania | Cronologia completa delle presenze e delle reti in nazionale ― Giordania | Cronologia completa delle presenze e delle reti in nazionale ― Giordania | Cronologia completa delle presenze e delle reti in nazionale ― Giordania | Cronologia completa delle presenze e delle reti in nazionale ― Giordania | Cronologia completa delle presenze e delle reti in nazionale ― Giordania | Cronologia completa delle presenze e delle reti in nazionale ― Giordania |
| Data                                                                     | Città                                                                    | In casa                                                                  | Risultato                                                                | Ospiti                                                                   | Competizione                                                             | Reti                                                                     | Note                                                                     |
| ------------------------------------------------------------------------ | ------------------------------------------------------------------------ | ------------------------------------------------------------------------ | ------------------------------------------------------------------------ | ------------------------------------------------------------------------ | ------------------------------------------------------------------------ | ------------------------------------------------------------------------ | ------------------------------------------------------------------------ |
| 8-10-2015                                                                | Amman                                                                    | Giordania                                                                | 2 – 0                                                                    | Australia                                                                | Qual. Mondiali 2018                                                      | -                                                                        |                                                                          |
| 13-10-2015                                                               | Amman                                                                    | Giordania                                                                | 3 – 0                                                                    | Tagikistan                                                               | Qual. Mondiali 2018                                                      | -                                                                        |                                                                          |
| 17-11-2015                                                               | Biškek                                                                   | Kirghizistan                                                             | 1 – 0                                                                    | Giordania                                                                | Qual. Mondiali 2018                                                      | -1                                                                       |                                                                          |
| 29-3-2016                                                                | Sydney                                                                   | Australia                                                                | 5 – 1                                                                    | Giordania                                                                | Qual. Mondiali 2018                                                      | -5                                                                       |                                                                          |
| 18-8-2016                                                                | Zurigo                                                                   | Giordania                                                                | 2 – 3                                                                    | Qatar                                                                    | Amichevole                                                               | -3                                                                       |                                                                          |
| 25-1-2017                                                                | Dubai                                                                    | Giordania                                                                | 1 – 0                                                                    | Georgia                                                                  | Amichevole                                                               | -                                                                        |                                                                          |
| 28-3-2017                                                                | Amman                                                                    | Giordania                                                                | 7 – 0                                                                    | Cambogia                                                                 | Qual. Coppa d'Asia 2019                                                  | -                                                                        |                                                                          |
| 13-6-2017                                                                | Ho Chi Minh                                                              | Vietnam                                                                  | 0 – 0                                                                    | Giordania                                                                | Qual. Coppa d'Asia 2019                                                  | -                                                                        |                                                                          |
| 17-11-2018                                                               | Amman                                                                    | India                                                                    | 1 – 2                                                                    | Giordania                                                                | Amichevole                                                               | -1;1                                                                     | Cap.                                                                     |
| 6-1-2019                                                                 | al-'Ayn                                                                  | Australia                                                                | 0 – 1                                                                    | Giordania                                                                | Coppa d'Asia 2019 - 1º turno                                             | -                                                                        | Cap.                                                                     |
| 10-1-2019                                                                | al-'Ayn                                                                  | Giordania                                                                | 2 – 0                                                                    | Siria                                                                    | Coppa d'Asia 2019 - 1º turno                                             | -                                                                        | cap.                                                                     |
| 15-1-2019                                                                | Abu Dhabi                                                                | Palestina                                                                | 0 – 0                                                                    | Giordania                                                                | Coppa d'Asia 2019 - 1º turno                                             | -                                                                        | cap.                                                                     |
| 20-1-2019                                                                | Dubai                                                                    | Giordania                                                                | 1 – 1 dts (2-4 dtr)                                                      | Vietnam                                                                  | Coppa d'Asia 2019 - Ottavi di finale                                     | -1                                                                       | cap.                                                                     |
| Totale                                                                   |                                                                          | Presenze                                                                 | 13                                                                       |                                                                          | Reti                                                                     | -11;1                                                                    |                                                                          |